# L'Horrible Docteur Orlof
Pour plus de détails, voir Fiche technique et Distribution.
L'Horrible Docteur Orlof (Gritos en la noche) est un film d'horreur franco-espagnol réalisé par Jesús Franco, sorti en 1962. Considéré comme l’acte de naissance du cinéma d’horreur espagnol, c'est l'un des films les plus connus du cinéaste. On y retrouve Howard Vernon dans le rôle principal. 

## Résumé
1912. Le Dr Orlof kidnappe et emmène dans son château toute une série de jeunes femmes, des artistes de cabaret, pour une opération chirurgicale tout à fait nouvelle : il s’agit de transplanter leur peau lisse et délicate sur le visage de sa fille Melissa, défigurée lors d’un incendie dans le laboratoire de son père. Il est aidé par Morpho, un jeune assassin dont il a sauvé la vie mais qu’il a rendu aveugle et muet et dont le visage est horriblement marqué.
Depuis longtemps Melissa vit allongée et presque immobile, dans un état entre la vie et la mort. Elle est soignée par Arne, c’est une femme qu’Orlof a soustraite à la peine capitale en la plongeant dans une mort apparente, et qui est maintenant obligée de vivre recluse avec lui et de l’aider, impuissante, dans ses expériences criminelles.
L’une après l’autre, les femmes kidnappées meurent entre les mains du chirurgien, sans que jamais la transplantation ne réussisse. Sur les conseils de sa fiancée Wanda, l’inspecteur Tanner, responsable de l’enquête, fait publier les portraits-robots de deux suspects, selon les rapports des témoins : l’un avec le visage de Morpho, l’autre avec celui d’Orlof.
Un jour, un clochard du nom de Jeannot trouve le collier d’une des victimes près de la rivière qui coule près du château d’Orlof et le porte au commissariat. Pendant ce temps, Wanda décide de mener une enquête personnelle ; elle a par hasard déjà rencontré Orlof et est intriguée par ce mystère ; elle se rend donc au cabaret où travaillaient les femmes disparues et là elle est abordée par Orlof, impressionné par sa beauté, tellement semblable à celle de Mélissa. Avant de le suivre dans château, Wanda réussit avec son rouge à lèvres à écrire un mot pour Tanner et à le lui faire porter par une femme. Mais l’inspecteur ne l’ouvre pas, il est occupé et loin d’imaginer ce qui se passe.
Wanda passe la nuit dans le château en recevant la visite nocturne de Morpho, lui aussi émerveillé de sa beauté. Épouvantée, elle s’échappe et erre à travers le château, découvrant à la fin le secret du Dr Orlof. Mais son tour est venu. Une fois de plus, Arne essaie de s’y opposer, rappelant ses échecs au chirurgien. Exaspéré, Orlof la tue et dissimule son corps derrière un rideau. Cependant, lorsque Morpho découvre le corps d’Arne, la seule personne à l’avoir traité avec douceur, il se précipite contre son maitre et l’étrangle. La mort de son père brise le fil qui rattachait Melissa à la vie, ce qui lui permet enfin de fermer les yeux.
Entretemps, Tanner s’est enfin décidé à ouvrir l’enveloppe et, avec l’aide du clochard, il se précipite au château pour sauver sa fiancée. Quand il y arrive, il voit au sommet de la bâtisse la silhouette d’un homme qui tient une femme dans ses bras : c’est Morpho qui essaie de s’échapper avec Wanda. Mais il est abattu d’un coup de révolver : il laisse sa dernière proie et tombe dans le vide. Wanda est sauvée et elle reprend le chemin du retour en joyeuse compagnie, avec son fiancé et Jeannot le clochard.

## Autour du film
La version française, intitulée L’horrible dr. Orlof, comporte de nombreuses coupures par rapport au film original et un seul ajout dans lequel on voit les seins nus d’une femme opérée par le Dr Orlof (c'est en réalité la doublure de Diana Lorys) ; il a été réalisé afin de satisfaire les goûts du public français.

## Fiche technique
- Titre original : Gritos en la noche
- Titre français : L'Horrible Docteur Orlof
- Réalisation et scénario : Jesús Franco
- Décors : Antonio Simont
- Montage : Alfonso Santacana
- Musique : José Pagán et Antonio Ramírez Ángel
- Photographie : Godofredo Pacheco
- Production : Serge Newman et Marius Lesœur
- Sociétés de production : Hispamer Film et Eurociné
- Société de distribution : Eurociné
- Pays de production :  Espagne,  France
- Langue originale : espagnol
- Format : Noir et blanc - 1,66:1 - Mono - 35 mm
- Genre : horreur
- Durée : 88 minutes
- Dates de sortie : 
  - Espagne : 14 mai 1962
  - France : 1er octobre 1962
  - États-Unis : 7 octobre 1964

## Distribution
- Howard Vernon (VF: lui-même) : Dr Orlof
- Conrado San Martin (VF: Michel Gudin) : Inspecteur Tanner
- Diana Lorys (VF:) : Wanda Bronsky et Melissa
- Perla Cristal (VF: Denise Bosc) : Arné
- Maria Silva (créditée comme Mary Silvers) (VF:) : Dany
- Ricardo Valle (VF:) : Morpho
- Mara Laso (VF:) : Irma Gold, la chanteuse du Trianon
- Venancio Muro (VF: Henri Djanik) : Jean Rousseau
- Fernando Montes (VF: Roger Rudel) : Maurice
- Felix Dafauce (VF: Gérard Férat) : Le commissaire
- Pilar Gomez Ferrer (VF:) : couturière de Wanda
- Manuel Vazquez (VF:) : Klemp le dessinateur
- Elena Maria Tejeiro (VF: Janine Freson) : Eugenie
- Carmen Porcel (VF: Cécile Didier) : Mme Gold
- Jesús Franco (VF: Jean Berton) : Raymond
- Juan Garcia Tiendra : Le faux suspect
- Marisa Paredes dans l'une de ses toutes premières apparitions à l'écran.

### Doublage français additionnel
- Georges Aminel : Hogan l'antiquaire
- René Beriard : un cocher
- Jean Berton : barman
- Jean Berton : un cocher
- Richard Francoeur : un témoin
- Pierre Leproux : technicien d'empreintes digitales
- Paul Ville : gardien

## Influences et suite
Bien que le traitement de l'intrigue soit très différent, l'influence du film Les Yeux sans visage de Georges Franju sortie en 1960 est évidente. 
Jess Franco s'est bien gardé de faire mourir le personnage du docteur Orlof, se ménageant les possibilités d'une suite. Le nom d'Orlof réapparaît dans plusieurs films de ses films sans qu'ils aient de rapport direct avec le présent L'Horrible Docteur Orlof. En 1988, il réalise une « vraie » suite en forme de remake, Les Prédateurs de la nuit, dans lequel le docteur Frank Flamand fait appel aux services du docteur Orlof (dont le rôle est encore tenu par Howard Vernon).